# 三宅宗悦
三宅 宗悦（みやけ むねよし、1905年（明治38年）3月26日 - 1944年（昭和19年）11月6日）は、日本の人類学・考古学者。医学博士。

## 経歴・人物
1905年（明治38年）3月26日、京都府京都市東山区で三宅宗淳・男依の4男として生まれる。京都府立第二中学校、旧制山口高等学校（のち山口大学文理学部、現同大学人文学部）を卒業後、京都府立医科大学に入学。考古学に興味を持ち、京都帝国大学考古学教室に出入りするようになる。濱田耕作や清野謙次などから考古学・人類学の薫陶を受け、1929年（昭和4年）には同教室による須玖遺跡（福岡県春日市）の発掘調査に参加している。
1930年（昭和5年）に同医科大学を卒業後、京都帝国大学医学部助手に任命される。1933年（昭和8年）、同大学医学部講師。
引き続き清野のもとで旧石器時代人の人骨の人類学的研究に携わり、1931年（昭和6年）、山口県下関市豊北町で旧制山口高等学校で同級生だった小川五郎とともに発掘調査を実施。学会報告ののち、「土井ヶ浜遺跡」と命名する。また、1934年（昭和9年）には、渋沢敬三、那須皓、宇野円空、高橋文太郎らによる「薩南十島採訪調査」に参加している。
1937年（昭和12年）9月13日、日本陸軍第16師団に軍医として召集されるも、即日帰郷を命じられる。同年12月18日、博士論文「病的体質の人類学的研究」により医学博士号を授与される。
1938年（昭和13年）3月31日、京都帝国大学を辞職。満州に渡り、満州国立中央博物館に籍を置く。翌1939年（昭和14年）、満州国立博物館奉天分館長に就任。1941年（昭和16年）夏、辞職し京都に戻る。同年12月、再び陸軍に召集され第16師団で軍医として勤務。フィリピンレイテ島に派遣され、フィリピン島派遣垣第6569部隊三宅隊長を務めたが、1944年（昭和19年）11月6日、同地で戦死した。39歳没。

## 親族
宇部興産（現：UBE）初代会長で、医師でもある渡辺剛二の妻・柔子（なりこ）は姉。宗悦は幼い頃に母を亡くしており、柔子は母代わり的存在であったという。俳人としての才覚をもった柔子は『ホトトギス』同人であった。
- 義兄：渡辺剛二 - 宇部興産初代会長、医師。
- 甥：渡辺浩策 - 元宇部興産中央病院長。

## 著書・論文
- 三宅宗悦「南島の旅」、『ドルメン』3巻9号、岡書院、1934年9月、 65頁。
- 水野清一・金関丈夫・三宅宗悦共著 『羊頭窪 : 関東州旅順鳩湾内における先史遺跡』 東亜考古学会、1943年。ASIN B000JAPF4C。